# アーサー・ガンター
アーサー・ガンター（Arthur Gunter、1926年5月23日 - 1976年3月16日）は、アメリカ合衆国のブルース・ギタリスト、歌手である。彼は後にエルヴィス・プレスリーのヒット・シングルとなった楽曲「ベイビー・レッツ・プレイ・ハウス」で知られる。

## 来歴
ガンターは、ジョージア州オグルソープ郡ヴェスタに生まれた。幼少期より兄弟や従兄弟とガンター・ブラザーズ・カルテットというゴスペル・グループに参加していた。1950年代初頭には、彼はナッシュヴィル界隈のさまざまなブルースのグループでプレイしており、1954年にエクセロ・レコードにレコーディングするようになった。
1954年11月、ガンターはエクセロ（2047）へ「ベイビー・レッツ・プレイ・ハウス」を吹き込み、これは地元の人気に留まらず、米国ビルボードR&Bチャートで12位というヒットを記録した。この曲は翌年エルヴィス・プレスリーがサン・レコードにカバーをレコーディングしたことにより、全米に知られることとなった。
ガンターは、1961年までエクセロにレコーディングを続けた。彼がレギュラーで一緒にプレイしていたバンドが1966年に解散すると、彼はミシガン州ポンティアックに移住し、その後は演奏活動については時折する程度であった。彼は1973年にミシガン州立くじに当選し、その後は音楽活動から引退した。

彼は1976年、ミシガン州ポートヒューロンの自宅で肺炎のため死去した。49歳であった。

## ディスコグラフィー
1971年にLP『Black And Blues』(LP-8017)がリリースとなるまで、彼のエクセロのアルバムは出ていなかった。1995年にエクセロ/AVIはCD『Baby Let's Play House』(CD-3011)をリリースした。2015年には日本のオールデイズ・レコードが23トラック入り限定盤CD『Baby Let's Play House』をリリースした。2016年には、英国のジャスミン・レコードがこれもまた『Baby Let's Play House』というタイトルのCDをリリースしている。

### コンピレーション・アルバム
- 1971年 『Black And Blues』(Excello)
- 1995年 『Baby, Let's Play House (The Best Of Arthur Gunter)』(Excello)
- 2016年 『Baby Let's Play House』(Oldays)
- 2016年 『Baby Let's Play House - The Complete Excello Singles 1954-1961』(Jasmine)

### シングル
- 1954年 「Baby Let's Play House」/「Blues After Hours」(Excello)
- 1955年 「She's Mine, All Mine」/「You Are Doin' Me Wrong」(Excello)
- 1955年 「Honey Babe」/「No Happy Home」(Excello)
- 1956年 「Hear My Plea Baby」/「Love Has Got Me」(Excello)
- 1956年 「Trouble With My Baby」/「Baby You Better Listen」(Excello)
- 1957年 「Baby Can't You See」/「You're Always On My Mind」(Excello)
- 1958年 「Ludella」/「We're Gonna Shake」(Excello)
- 1959年 「Don't Leave Me Now」/「Crazy Me」(Excello)
- 1959年 「No Naggin', No Draggin'」/「I Want Her Back」(Excello)
- 1960年 「Little Blue Jeans Woman」/「Mind Your Own Business Babe」(Excello)
- 1961年 「Who Will Ever Move Me From You」/「Workin' For My Baby」(Excello)
- 1961年 「My Heart's Always Lonesome」/「I'm Fallin' Love's Got Me」(Excello)